# William Robertson Smith

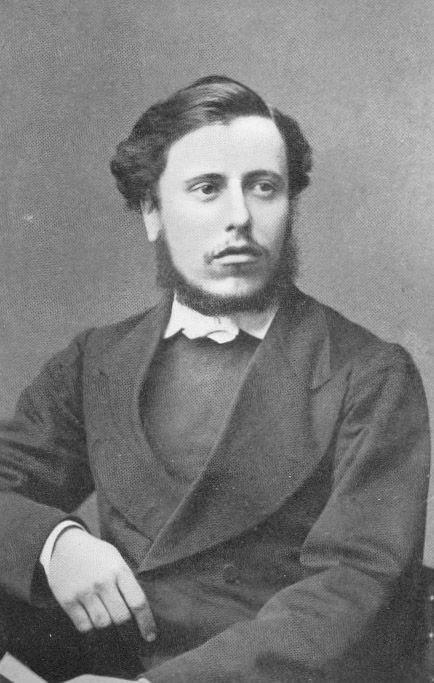
William Robertson Smith

William Robertson Smith (* 8. November 1846 in Keig, Aberdeenshire, Schottland; † 31. März 1894 in Cambridge) war ein schottischer Theologe der Free Church of Scotland und Professor für Altes Testament. Er war ein Exponent des kirchlichen Liberalismus und war mit James George Frazer (1854–1941) befreundet. Ab 1881 war er Professor für Arabisch an der University of Cambridge.
Als Robertson Smith’ bekanntestes Werk gilt die Veröffentlichung seiner Vorlesungen über Die Religion der Semiten (The Religion of the Semites, First Series: The Fundamental Institutions, 1889, dt. 1899); ein Klassiker der vergleichenden Religionswissenschaft, in dem unter anderem eine Theorie des Opfers aufgestellt wird.

## Leben
Robertson Smith kam im Alter von 15 Jahren nach Aberdeen und fing dort gemeinsam mit seinem Bruder an zu studieren. Seine ältere Schwester Mary, die den beiden nachgeschickt wurde, um ihnen den Haushalt zu führen, starb bald danach an Tuberkulose, ebenso sein Bruder George im Jahr 1865. Ab 1866 studierte er in Edinburgh Mathematik und Bibelwissenschaften. Ab 1868 studierte er in Bonn, ab 1869 in Göttingen Arabisch. Er war bekannt für seine umfassenden Sprachkenntnisse, so beherrschte er fließend das Arabische, hatte besonders gute Lateinkenntnisse und auch Kenntnisse des Griechischen, Hebräischen, Holländischen und Französischen.
Robertson Smith wurde in Göttingen mit dem Privatdozenten Julius Wellhausen bekannt, eine Begegnung, die fortan sein Leben prägte. Wellhausen, ab 1872 Professor in Greifswald,  war Arabist und Bibelforscher, und in seinem Werk verbreitete er kritische Theorien in Bezug auf die Bibel und das Judentum. Die Behauptungen Wellhausens über die Entstehung der Bibel faszinierten Robertson Smith. Die Kritik an Wellhausens Thesen führte dazu, dass dieser seine Professur in Greifswald aufgab, um 1882 in Halle eine Professur für semitische Sprachen anzunehmen.
Smith wurde im Alter von nur 24 Jahren an das Free Church Divinity College berufen. In Schottland war eine theologiekritische Erforschung biblischer Schriften noch weniger mit der Ausübung eines kirchlichen Lehramts vereinbar als in Deutschland. Der Konflikt, der zu Robertson Smiths Amtsenthebung führte, bestand darin, dass er zunächst 1871 in der Encyclopaedia Britannica den Artikel Bibel veröffentlicht hatte, in dem er die neue Bibelkritik darstellte. Unter anderem vertrat er dort die These, dass das Deuteronomium nicht von Mose stamme.  Robertson Smith war infolgedessen einem Häresieprozess ausgesetzt, so dass er 1881 seines Amtes als Professor für Hebräisch und Altes Testament in Aberdeen enthoben wurde. Danach reagierte er offensiv und begann Interessierten seine Bibelkritik zu erläutern. Seit 1871 war er Mitglied der Royal Society of Edinburgh.
Aus ethnologischem Interesse reiste Robertson Smith dann 1878 und 1879 einige Monate nach Ägypten, Syrien und Palästina. Daraufhin veröffentlichte er im Jahr 1880 einen Aufsatz Animal Worship and Animal Tribes among the Arabs and in the Old Testament. In diesem Aufsatz legte er dar, dass die biblischen Stämme Totems besessen hätten. Des Weiteren sah er in den biblischen Stämmen Exogamie und Polyandrie verbreitet und schloss damit, dass Israel es nicht geschafft habe, sich über das niedrigste Heidentum zu erheben. Aufgrund dieses Aufsatzes wurde Robertson Smith endgültig entlassen. Nach seiner Entlassung wurde er Redakteur der Encyclopaedia Britannica und hielt 1881 in Glasgow und Edinburgh nochmals Vorträge über seine Bibelkritik. 1883 wurde er dann an der University of Cambridge Professor für Arabisch. Dort lernte er auch James George Frazer kennen, bevor er 1890 schwer erkrankte und 1894 im Alter von nur 48 Jahren an Tuberkulose starb.

## Werk
Die Kronzeugen für das Leben einer Gemeinschaft sah Robertson Smith in historischen Quellen. Er gab sich nicht mit der Deutung durch die Überlieferung zufrieden, sondern suchte das ursprüngliche Gemeinschaftsleben zu rekonstruieren. So interessierte er sich besonders für die Frühphase Israels. Dabei ließ er sich von den Untersuchungen des Juristen John F. McLennan beeinflussen, der 1869/70 in seinem Werk The Worship of Animals and Plants den Begriff Totemismus eingeführt hatte. In seinem Werk Animal Worship and Animal Tribes among the Arabs and in the Old Testament wies Smith solchen Totemismus bei Arabern und im alten Israel nach.
Den harten Schnitt, den Friedrich Max Müller zwischen den arischen und den semitischen Religionen machte, hielt Smith für ungerechtfertigt. Je weiter man sich in der Geschichte zurückbegab, desto größer wurden seiner Ansicht nach die Übereinstimmungen. Keine positive Religion habe die Fähigkeit besessen, einen neuen Anfang zu machen und sich selbst  so darzustellen, als ob hier zum ersten Mal Religion zur Erscheinung käme. Vielmehr habe sie immer den Zusammenhang mit älteren Anschauungen und Gebräuchen herstellen müssen. Der Mythus sei beinahe in jedem Falle dem Ritus angepasst worden, und der Ritus wurzle nicht wie nachträglich dargestellt im Mythus.
Robertson Smith schloss aus der zeitlich jüngeren Religion des heidnischen Arabiens auf die ursprüngliche jüdische Religion. Er beschäftigte sich besonders mit deren Kult und sah als dessen Grundlage das Opfer als feierliche, öffentliche Mahlgemeinschaft und religiöse Institutionen als öffentlichen Bereich der sozialen Gemeinschaft. Aufgrund der politischen Katastrophen, denen Israel ausgesetzt war, habe sich durch die Deutungen der Propheten das ursprüngliche Vertrauen in die Götter in Furcht vor Gottes Zorn und eine neuartige Erfahrung der Gottferne gewandelt. Aus dem ursprünglich fröhlichen Gemeinschaftsmahl sei im Brandopfer ein düsteres Sühneopfer geworden.

## Wirkung
Am Ende des 19. Jahrhunderts erfuhr William Robertson Smith’ Werk ein gesteigertes Interesse, da Robertson Smith’ Ansatz, aus dem Studium der historischen Bedingungen von Schriftreligionen das Verstehen elementarer Gesellschaftsstrukturen herzuleiten, zunehmend Akzeptanz fand.
James G. Frazers berühmtes Werk The Golden Bough wurde so von Robertson Smith inspiriert, da Frazer in seinem Vorwort schrieb, die zentrale Idee dieses Werkes sei von Robertson Smith übernommen, nämlich das Konzept des erschlagenen Gottes.1894.
Sigmund Freud übernahm in Totem und Tabu Robertson Smith’ These, dass die Tötung von Tieren einzelnen Personen verboten gewesen sei und ausschließlich dann gerechtfertigt sei, wenn diese von einem ganzen Stamm vorgenommen wurde und der Stamm die Verantwortung dafür trug. Freud deutete hier auch das Totemtier als Ersatz des Vaters.
Émile Durkheim erklärte 1907, dass er erst durch Robertson Smith’ Werk ein Bewusstsein von Religion als besonders bedeutend für das soziale Leben erlangt habe.

## Schriften
- The book of Moses or the Pentateuch in its authorship, credibility and civilisation. Green, London 1868.
- The Old Testament in the Jewish Church. Twelve lectures on Biblical criticism. Black, Edinburgh 1881.
- The prophets of Israel and their place in history to the close of the eighth century B. C. Eight lectures. Black, Edinburgh 1882 (Neuausgabe 1895).
- als Hrsg. mit Michael Jan de Goeje: William Wright, A Grammar of the Arabic Language. 2 Bände. 3. Auflage Cambridge 1896–1898; verschiedene Nachdrucke, so London 1967
- Kinship and marriage in early Arabia. University Press, Cambridge 1885 (Neuausgabe: Cambridge University Press 2014, ISBN 978-1-107-62202-9).
- Das alte Testament. Seine Entstehung und Überlieferung. Grundzüge der alttestamentlichen Kritik in populär-wissenschaftlichen Vorlesungen dargestellt. Mohr (Siebeck), Freiburg/Br. 1894.
- Die Religion der Semiten. Mohr, Freiburg im Breisgau 1899. (Digitalisat).
- Lectures and essays. Black, Edinburgh 1912.
- Selected letters (hrsg. von Bernhard Maier). Mohr Siebeck, Tübingen 2019, ISBN 978-3-16-156732-2.